# Frans Andriessen
Franciscus Henricus Johannes Joseph (Frans) Andriessen (Utrecht, 2 aprile 1929 – Bilthoven, 22 marzo 2019) è stato un politico olandese.
È stato ministro e commissario europeo.

## Biografia

### Formazione e carriera professionale
Di famiglia cattolica, Frans Andriessen è figlio di Jan Andriessen, membro della Camera dei Rappresentanti e del Senato.
Andriessen visse l'infanzia a Utrecht, poi studiò al ginnasio presso un collegio di Boxtel. Studiò giurisprudenza presso l'università di Utrecht, laureandosi nel 1951. Nel 1951 svolse il servizio militare.
Nel 1945 cominciò a lavorare con orario ridotto come impiegato della società di costruzioni "Bredero". Dal 1º aprile 1954 fino al 24 marzo 1972 diresse l'Istituto cristiano olandese per gli alloggi.

### Carriera politica
Nel 1958 Andriessen venne eletto membro dell'assemblea della provincia di Utrecht, ne fece parte fino al giugno 1967.

#### Carriera a livello nazionale
Nel febbraio 1967 venne eletto alla Camera dei Rappresentanti. Fu il referente del Partito Popolare Cattolico per la politica abitativa e fece parte della Camera ininterrottamente fino al 1977.
Nell'agosto 1971, dopo le dimissioni per motivi di salute del leader del KVP, Andriessen assunse la leadership del partito. Rimase a capo del KVP e ne presiedette il gruppo parlamentare fino al maggio 1977.
Nel 1977 Andriessen lasciò la Camera per entrare a far parte del governo di Dries van Agt come Ministro delle finanze dei Paesi Bassi. Rappresentò i Paesi Bassi ai negoziati per la creazione del Sistema Monetario Europeo. Si dimise nel febbraio 1980 per dissensi con i colleghi di governo sui tagli da apportare alla spesa pubblica, che lui avrebbe voluto più corposi.

#### Commissario europeo
Nel settembre 1980 venne eletto membro del Senato in rappresentanza del Brabante settentrionale, della Zelanda, di Utrecht e del Limburgo, ma si dimise il 6 gennaio 1981, quando assunse l'incarico di commissario europeo. Fu commissario europeo dei Paesi Bassi ininterrottamente fino al gennaio 1993. Dal 1985 al 1993 fu anche vicepresidente della Commissione europea.
Andriessen fu commissario europeo per la Concorrenza e le relazioni con il Parlamento europeo nell'ambito della Commissione Thorn. Si occupò in particolare del settore siderurgico, contrastò le iniziative nazionali per l'assistenza alle regioni arretrate e nel 1984 sanzionò un cartello di industrie chimiche.
Nella Commissione Delors I (1985-1989) fu commissario per l'agricoltura e la pesca. Si occupò della produzione di latte, cercò di ridurre i costi di produzione nel settore agricolo e promosse misure strutturali per ridurre le differenze nella struttura e nella produzione agricola degli stati membri.
Nella Commissione Delors II (1989-1993) si occupò di relazioni esterne e commercio. Nel 1990 lanciò un piano di assistenza finanziaria per i paesi dell'Europa orientale e contribuì a definire le prospettive nei rapporti tra Unione europea e paesi dell'Europa centro-orientale. Svolse un ruolo importante nei negoziati per l'ingresso dell'Austria nell'Unione europea. Andriessen concluse inoltre un accordo commerciale con gli Stati Uniti nel 1992 e cercò di intensificare i rapporti commerciali e la cooperazione economica con la Cina.

### Attività successive
Dal 1990 al 2009 Andriessen fu professore onorario di integrazione europea presso l'università di Utrecht.
Dopo la fine del mandato da commissario europeo Andriessen svolse attività di consulenza per numerose istituzioni pubbliche e società private, tra cui KPMG e DHV, e fece parte di think tank che si occupano di integrazione europea.
Nel 1995 Andriessen presiedette il consiglio strategico dell'Appello Cristiano Democratico (CDA), che pubblicò un documento sulle opzioni strategiche per la politica di medio termine del partito. Assieme con altri membri del partito, nell'agosto 2010 Andriessen firmò un appello contro la formazione di una coalizione di governo tra CDA e il Partito per la Libertà.

## Vita personale
Andriessen si sposò nel 1955. Ha avuto due figli e due figlie.